# موريس سميث (لاعب كرة قدم أمريكية أمريكي)
موريس سميث (بالإنجليزية: Maurice Smith)‏ هو لاعب كرة قدم أمريكية أمريكي، ولد في 14 يونيو 1995 في شوجر لاند في الولايات المتحدة.

## وصلات خارجية
- موريس سميث على موقع مرجع كرة القدم المحترفة.كوم (الإنجليزية)